# 徴姉妹

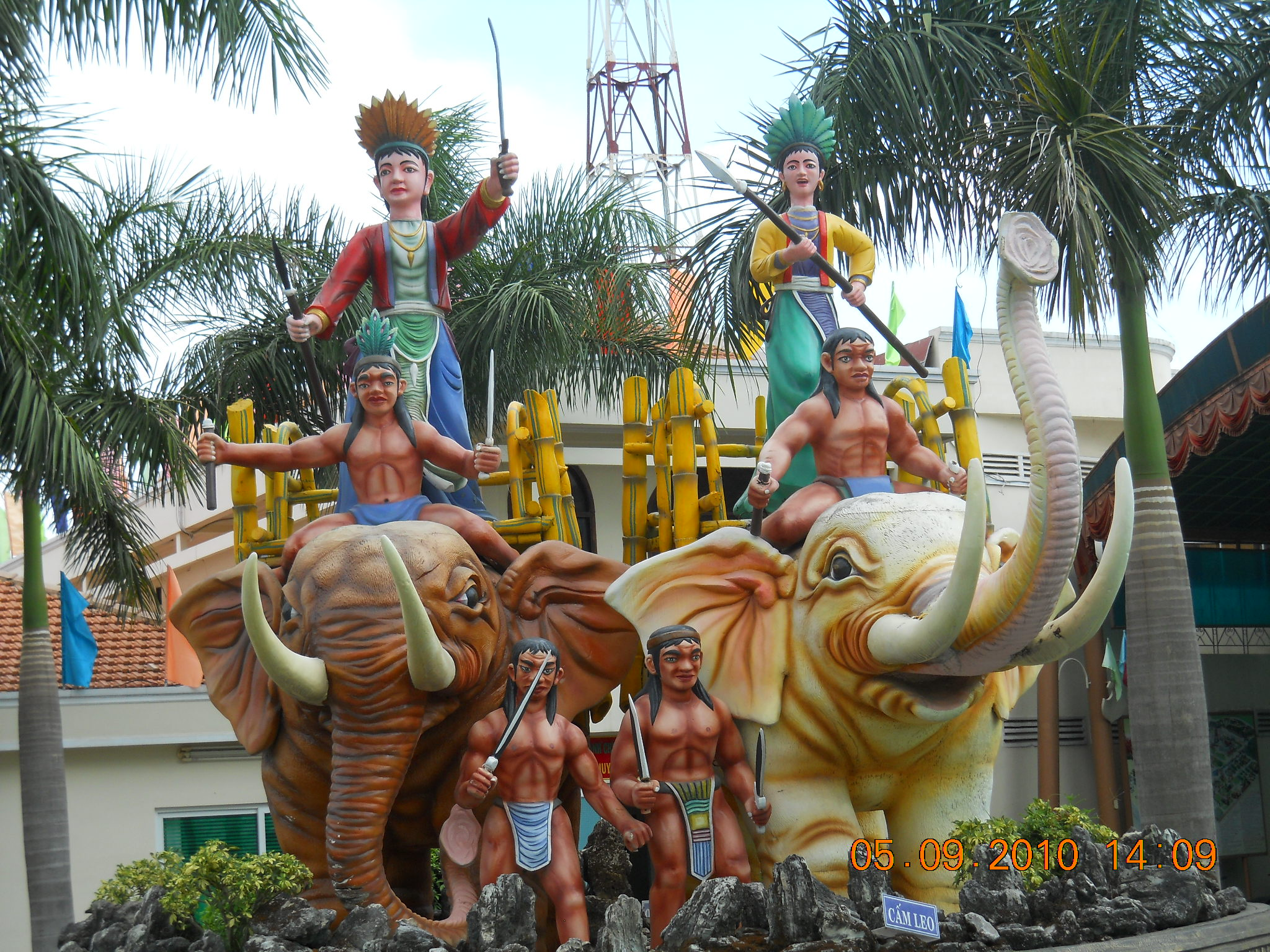
スイティエン公園のハイ・バ・チュン像

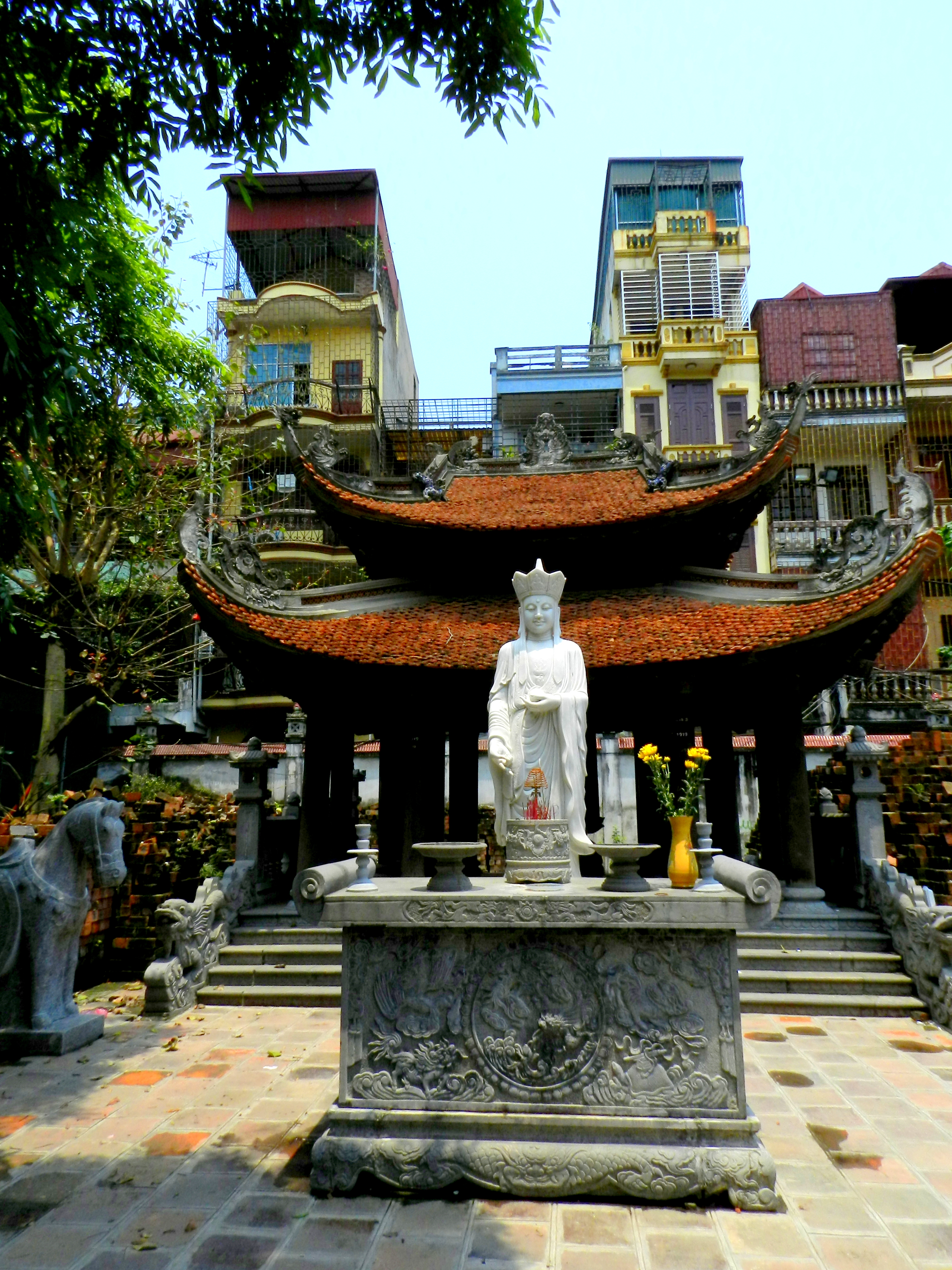
ハノイのハイ・バ・チュン寺

徴 姉妹（ちょう しまい、ハイ・バ・チュン、ベトナム語：Hai Bà Trưng / 𠄩婆徵）は、1世紀の後漢交阯刺史部交阯郡（現在のベトナム北部など）で起こった反乱（ハイ・バ・チュンの反乱）の首謀者。徴 側（ちょう そく、チュン・チャク、ベトナム語：Trưng Trắc / 徵側、生年不詳 - 建武19年（43年）4月）と徴 弐（ちょう に、チュン・ニ、ベトナム語：Trưng Nhị / 徵貳、生年不詳 - 建武19年（43年）4月）の姉妹を指す。

## 生涯

### 前半生
徴側は交阯郡麊泠県（現在のハノイ市メリン県）の有力な貉将（地域の軍事指導者）の娘として生まれ、朱䳒県（現在のソンタイ）の有力者であった詩索の妻であった。徴弐の出生地は伝わっていないが、姉と同様であると考えられる。
南越国滅亡後に前漢の支配下に入った交阯郡では、それまで貉将および貉侯（地域の領主）が有していた税の徴収権が漢側へと移されていた。当時、交阯を支配していた後漢に対して、現地の有力者の家系であった徴側が取り纏める形で、徴税権を貉将・貉侯側に戻すよう通告した。
当時の交阯太守であった蘇定の悪政もあって、建武16年（40年）3月には交阯刺史部内の合浦・九真・日南各郡65県の貉将・貉侯がこれに賛同した。妹の徴弐も加わって、徴側は自ら女王として「徴王」を称し麊泠に本拠を構えて徴税を強行する姿勢を示した。

### 徴姉妹の乱
これに対して、徴姉妹による一連の行動を漢への「重大な反乱行為」と判断した光武帝は、馬援を伏波将軍に任じ反乱鎮圧を命じた。馬援は扶楽郷侯劉隆を副将として、楼船将軍の段志ら兵20,000（正規兵8,000、現地兵12,000）を率いて建武18年（42年）4月に交阯へ到着した。
漢軍は悪天候と疫病の流行によって行軍も進まず、苦戦を強いられたものの、徴氏側でも厭戦気分が広がったことから徴姉妹は決着を急がざるを得なくなり、漢軍に浪泊（現在のバクニン省ティエンズー県）で決戦を挑んだが、寄せ集めの軍であったために大敗を喫して数千が戦死し、10,000人以上が捕虜となった。徴姉妹は麊泠から禁谿（現在のヴィンフック省ヴィントゥオン県）へ逃れたものの漢軍による追討は厳しく、残兵は逃散し、孤立した徴姉妹は共に捕らえられた末に処刑され、翌建武19年（43年）1月に徴姉妹の首は都の洛陽へと送られた。
その後も馬援は都羊ら残党を追って九真郡居風県（現在のゲアン省）にまで進軍し、数千人の貉兵を殺害すると共に漢民族や親漢派の住民を交阯に屯田させて、反乱が起きた土壌の根絶を図った。しかし、赤烏11年（248年）に起きた趙氏貞の反乱など、中華王朝の支配に対する反乱は断続的に続くこととなった。

## 伝承・影響
なお、徴側の最期については「川に身を投げた」、「馬援に首を刎ねられた」、「雲の中に消えた」等の説があり、（事実はともかく）最初の説が一般的な徴姉妹の最期として伝えられている。
また、徴側の夫である詩索が交阯太守の蘇定に処刑されたことにより徴姉妹が反乱に踏み切ったというのは後世の伝承であり、実際は反乱時に詩索が処刑されたと記された文献はない。
いずれにせよ、徴姉妹の反乱は3年に過ぎなかったが、その後も徴姉妹はベトナム史の民族的な英雄として語り継がれ、彼女らを祀る寺院も数多く造られている。またベトナム各地の都市に「ハイ・バ・チュン通り（ベトナム語: Đường Hai Bà Trưng）」や「チュン・ヴオン通り（ベトナム語: Đường Trưng Vương）」がある。